# Notopterus notopterus
Notopterus notopterus (Pallas, 1769), conosciuto come Pesce lama, è un pesce osseo d'acqua dolce appartenente alla famiglia Osteoglossidae, unica specie del genere Notopterus.

## Distribuzione e habitat
Questa specie è diffusa nei bacini idrografici dei fiumi dell'India: Indo, Gange, Brahmaputra, Krishna, Irrawaddy, nonché nei fiumi del Sudest asiatico Mae Klong, Chao Phraya e Mekong. Popola fiumi, stagni e laghi con acque lente o ferme ma può essere rinvenuto anche in ruscelli con acque chiare o in acqua salmastra. Nel Mekong si sposta nelle aree allagate durante la stagione delle piogge per ritornare nei corsi principali all'inizio del periodo arido.

## Descrizione
Questa specie ha corpo appiattito lateralmente e piuttosto alto che si assottiglia nella regione caudale. La pinna anale è molto lunga ed è unita alla pinna caudale. La pinna dorsale è piccola e ha un'inserzione molto breve. La testa ha profilo dorsale piatto o solo leggermente concavo (nell'affine genere Chitala questo è visibilmente concavo). L'adulto ha colorazione bruna senza segni o macchie, il giovanile ha alcune fasce scure verticali sul corpo.
Raggiunge una lunghezza massima di 60 cm ma la taglia media si aggira sui 25 cm.

## Biologia
Notturno o crepuscolare.

### Alimentazione
Si ciba di pesci, insetti, crostacei e anche di materiale vegetale.

### Riproduzione
La riproduzione avviene durante la stagione delle piogge. Le uova vengono deposte di notte, in quantità di alcune migliaia, sulla vegetazione.

## Pesca
N. notopterus ha una notevole importanza per la pesca del sud e del sudest asiatico. Viene catturato perlopiù artigianalmente con tutti i sistemi di pesca. È anche oggetto di piscicoltura ma, data la sua alimentazione prevalentemente carnivora, può essere allevato solo in grandi ambienti ricchi di pesce foraggio.

## Conservazione
N. notopterus è comune in tutto l'areale e non sembra risentire di particolari impatti. Per questo motivo la IUCN considera la specie a minimo rischio di estinzione.